# Seznam velvyslanců Sovětského svazu a Ruska v Kanadě
Seznam velvyslanců Ruska v Kanadě udává chronologický přehled diplomatických zástupců Sovětského svazu a Ruské federace v Kanadě. Kanada uznala de iure Sovětský svaz 24. března 1924, avšak nebyly navázány diplomatické vztahy. Dne 12. června 1942 byly ustanoveny diplomatické vztahy na úrovni vyslanectví a v listopadu 1943 na úrovni velvyslanectví.

## Seznam
| Jméno                              | Obrázek                       | Trvání                             | Poznámky           |
| ---------------------------------- | ----------------------------- | ---------------------------------- | ------------------ |
| Sovětský svaz                      |                               |                                    |                    |
| Fjodor Tarasovič Gusev             | Fjodor Gusev (vpravo)         | 30. července 1942 – 12. srpna 1943 | Vyslanec.          |
| Georgij Nikolajevič Zarubin        |                               | 23. března 1944 – 28. září 1946    |                    |
| Nikolaj Dmitrijevič Bělochvostikov |                               | 1946 – 1949                        | Dočasný zmocněnec. |
| Leonid Fjodorovič Těplov           |                               | 1949 – 1953                        | Dočasný zmocněnec. |
| Dmitrij Stěpanovič Čuvachin        |                               | 28. srpna 1953 – 26. října 1958    |                    |
| Amazasp Ovakimovič Arutjunjan      |                               | 26. října 1958 – 20. února 1963    |                    |
| Ivan Fadějevič Špeďko              |                               | 20. února 1963 – 18. října 1968    |                    |
| Boris Pantělejmonovič Mirošničenko |                               | 18. října 1968 – 1. června 1973    |                    |
| Alexandr Nikolajevič Jakovlev      | Alexandr Nikolajevič Jakovlev | 1. června 1973 – 29. října 1983    |                    |
| Alexej Alexejevič Rodionov         |                               | 31. října 1983 – 30. října 1990    |                    |
| Ričard Sergejevič Ovinnikov        |                               | 30. října 1990 – 25. prosince 1991 |                    |
| Ruská federace                     |                               |                                    |                    |
| Ričard Sergejevič Ovinnikov        |                               | 25. prosince 1991 – 10. února 1992 |                    |
| Alexandr Michajlovič Bělonogov     |                               | 10. února 1992 – 6. ledna 1998     |                    |
| Vitalij Ivanovič Čurkin            |                               | 26. srpna 1998 – 5. června 2003    |                    |
| Georgij Enverovič Mamedov          |                               | 5. června 2003 – 24. října 2014    |                    |
| Alexandr Nikitič Darčijev          |                               | 24. října 2014 – 11. ledna 2021    |                    |
| Oleg Stěpanov                      |                               | 9. března 2021 – současnost        |                    |